# Croce di Gisella
La Croce di Gisella (in tedesco Giselakreuz) è una croce astile in legno di quercia dorato (44,5x32 cm) risalente a dopo il 1006, conservata nella Residenza di Monaco di Baviera.

## Storia
La croce fu realizzata a Ratisbona su commissione di Gisella di Baviera per commemorare la morte di sua madre Gisella di Borgogna, avvenuta nel 1006. La croce venne quindi donata all'abbazia di Niedermünster di Ratisbona, potentissima abbazia imperiale in cui Gisella crebbe e fu educata.
L'opera lasciò il tesoro dell'abbazia probabilmente dopo la mediatizzazione della Baviera nel 1803 ed è oggi conservata presso le collezioni della Residenza di Monaco di Baviera.

## Descrizione e stile
La croce è alta 44,5 cm e larga 32 cm. Il nucleo è costituito da legno di quercia, rivestito con lamine d'oro. Il Cristo sul lato anteriore è in fusione d'oro e contiene diverse reliquie. Ai piedi del crocifisso è collocata un'immagine che mostra Gisella di Baviera incoronata con sua madre Gisella di Borgogna. I quattro bracci della croce sono perimetrati da uno spesso bordo adornato da perle, pietre preziose e smalti cloisonné. Lo spazio interno rimanente, in parte occupato dal Cristo, reca una lunga iscrizione che fornisce informazioni sul donatore e sul motivo della fondazione. Il retro della croce è simile al fronte, con uno spesso bordo ingemmato e smaltato, ma l'iscrizione è più corta e il Cristo è posto tra i quattro simboli degli Evangelisti. Le oltre 200 piccole lastre di smalto sul davanti e sul retro sono materiale di reimpiego, forse originariamente cucite su una pomposa veste.
Lo stile complessivo e le vicende all'origine della commissione della croce avvicinano la Croce di Gisella ad esemplari di oreficeria ottoniana quali la Croce di Matilde e la Croce Senkshmelz nel tesoro della cattedrale di Essen. Anche il riutilizzo di smalti preziosi in queste opere di oreficeria si ritrova sia nella Croce Senkshmelz, sia nella Croce di Teofano, più tarda, i cui smalti applicati si ritiene provengano dalla Madonna d'oro di Essen.